# Geografia Jemenu

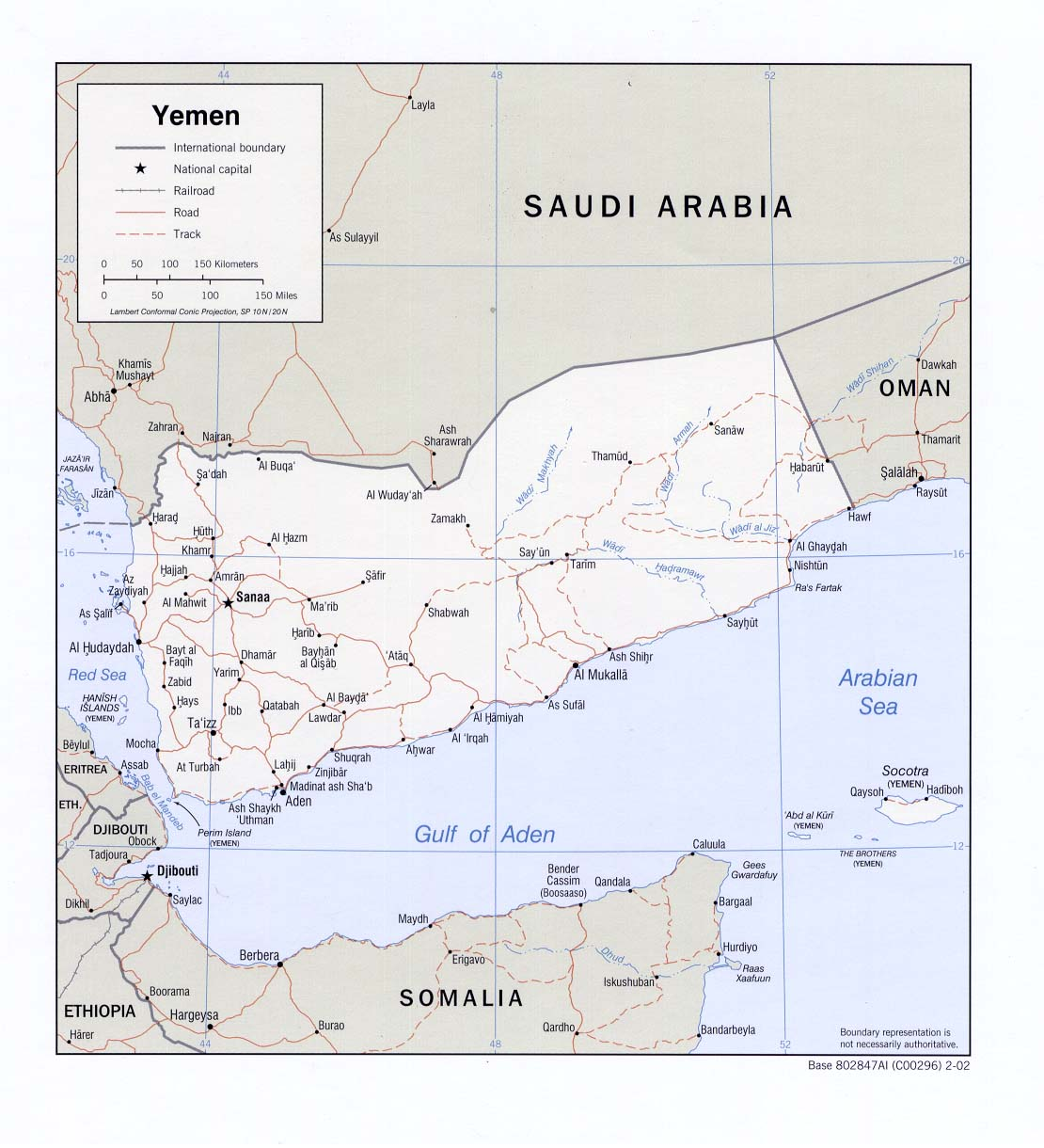
Mapa Jemenu

Jemen jest krajem leżącym w Azji Południowo-Zachodniej. Kraj ten jest niemal w 100% zamieszkiwany przez wyznawców islamu, gdzie istnieje duży podział na szyitów i sunnitów, którzy walczą ze sobą. Kraj ten będąc otoczonym przez bogate państwa arabskie, sam należy do najbiedniejszych nie tylko w regionie, ale i w całej Azji; mimo iż na jego terytorium znajdują się złoża ropy naftowej.

## Powierzchnia, położenie i granice
Powierzchnia – 527 970 km²
Położenie – Jemen leży na obszarze Półwyspu Arabskiego, w jego południowo-zachodniej części. Tym samym należy do krajów Bliskiego Wschodu. Od południa oblewają go wody Oceanu Indyjskiego, a od zachodu wody Morza Czerwonego. Od leżącej na zachód Afryki, Jemen oddzielony jest wąską cieśniną Bab al-Mandab.
Skrajne punkty – północny 19°N, południowy 13°N, zachodni 432E, wschodni 532E. Rozciągłość południkowa wynosi 750 km, a równoleżnikowa 1 200 km.
Jemen graniczy z następującymi państwami:
- Arabia Saudyjska – 1458 km
- Oman – 288 km

Linia brzegowa – 1 906 km
Poprzez wody terytorialne, Jemen graniczy od południa z Somalią, a od zachodu z Dżibuti i leżącą na północ od Dżibuti, Erytreą.

## Budowa geologiczna i rzeźba

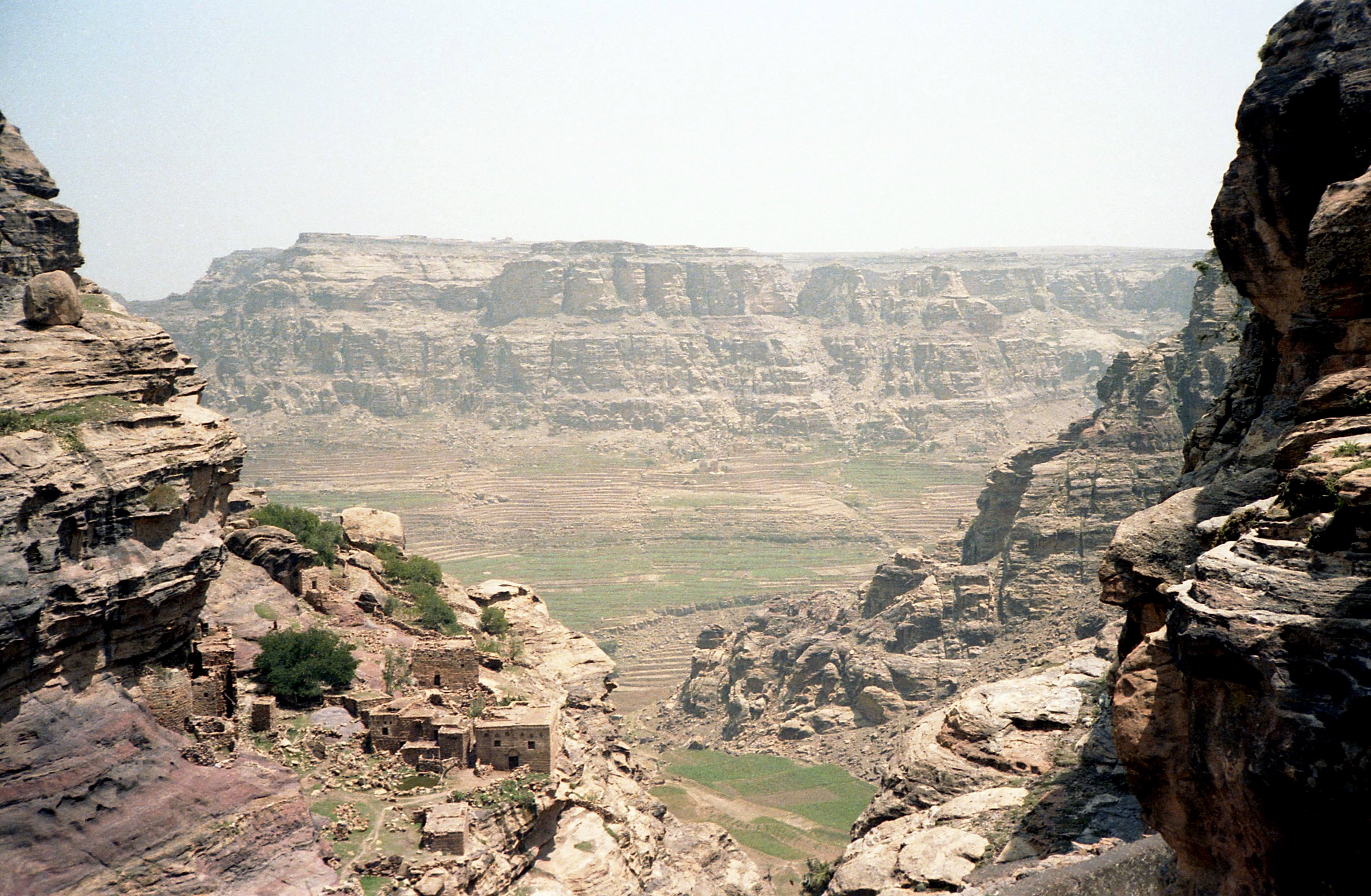
Górzyste wnętrze kraju

Terytorium leży na obszarze Półwyspu Arabskiego, który jest blokiem zbudowanym z prekambryjskich granitów. Jemeńska część Półwyspu Arabskiego jest pokryta wapieniami pochodzącymi z górnej jury, a także piaskowcami z dolnej kredy. Wnętrze Jemenu zajmują silnie rozczłonkowane, stare pasma górskie. Obszar Jemenu jest wyżynno-górzysty, gdzie tereny górskie zajmują południową i zachodnią część kraju. Tereny wyżynne obejmują głównie północno-wschodnią część kraju. Zrębowe góry wznoszą się na około 3000 m n.p.m. Najwyższym szczytem kraju jest Dżabal an-Nabi Szuajb, który wznosi się na 3760 m n.p.m.
Na wschodnie i na północnym wschodzie, góry obniżają się przechodząc w pustynny płaskowyż, będący części wielkiej piaszczystej pustyni zwanej Ar-Rab al-Chali. Na zachodzie zaś tereny górskie opadają stokami ku wąskiej, nadmorskiej równinie Tihama, która jest szeroka na 40–60 km. Nizina ta ciągnie się wzdłuż wybrzeży Morza Czerwonego, w części nadbrzeżnej jest ona bezludną pustynią.
W południowej części Jemenu ciągną się Góry Nadbrzeżne, które są niższe, niż te leżące w głębi kraju. W masywie Khaur nad wschód od miasta Aden osiągają około 2500 m n.p.m. Wschodnia część tych gór ma raczej charakter płaskowyżu, gdzie przeciętne wysokości oscylują w granicach 2000 m n.p.m. Obszary te zbudowane są z jurajskich i kredowych piaskowców, oraz wapieni. Wschodnia część tych gór, która przechodzi w obszar płaskowyżu, nosi nazwę Jols i w wielu miejscach dochodzi do samego morza. Układ tektoniczny spowodował, że w okresie czwartorzędu, gdy klimat był wilgotniejszy; płynące wody uformowały głęboką dolinę rzeczną. Wadi Hadramaut jest długa na około 500 km, i obecnie w czasie gwałtownych deszczów wypełnia się wodą. Dolina ta przecina płaskowyż Jols i osiąga wybrzeże Morza Arabskiego. Ku wschodowi płaskowyż przechodzi w suchą wyżynę Szarki, która wznosi się na 1 000 do 2000 m n.p.m. i stanowi część Ar-Rab al-Chali.

## Klimat
Jemen znajduje się w strefie klimatu zwrotnikowego, który na większości obszarów posiada suchą odmianę. Charakter rzeźby terenu sprawia, że klimat jest lokalnie zróżnicowany. Przekłada się to przede wszystkich na wilgotność tego klimatu, co oznacza, że w Jemenie występują miejsca stosunkowa zasobne w opady deszczu.
Na wybrzeżu panuje klimat typowy dla terenów pustynnych, a obecność Oceanu Indyjskiego nie ma żadnego wpływu na temperatury i opady, zwłaszcza dotyczy to obszaru wybrzeża Morza Czerwonego. Temperatury zimą są wysokie i ich średnie wartości wynoszą od 18 do 25 °C. Latem jest gorąco, średnie wartości wahają się od 30 do 40 °C. W dzień występują silne upały gdzie temperatura dochodzi do 50 °C. Opady są bardzo skąpe i maksymalnie dochodzą do 100 mm rocznie. Przykładem suchości klimatu jest Aden, leżący na wybrzeżu Zatoki Adeńskiej. Zimą średnie wartość termiczna wynosi 28 °C, a latem 36 °C. Opady są niewielkie i dochodzą do 125 mm rocznie.
Na płaskowyżach klimat jest chłodniejszy, gdzie temperatury obniżają się wraz ze wzrostem wysokości. Zimą średnia jest około 14 °C, a latem około 21 °C. Występują nocne spadki temperatur, gdzie zimą do zjawisk termicznych należą przymrozki. Opady są wyższe i na wysokości 1800 m n.p.m. osiągają 220 mm rocznie. Im wyżej tym więcej opadów. Na wysokościach powyżej 2000 m n.p.m. opady przekraczają już 600 mm rocznie, a niektóre tereny otrzymują nawet do 700 mm. rocznie. Z tego względu Jemen należy do najwilgotniejszych obszarów Półwyspu Arabskiego, gdzie około 90% terenów tego półwyspu to terenu o bardzo skąpych opadach deszczu. Maksima opadowe od kwietnia do sierpnia.

## Wody
W Jemenie nie ma stałych rzek, a te, które utrzymują się przez większą część roku, to nieliczne rzeki górskie. Zdecydowana większość kraju reprezentują cieki wodne o typowym charakterze rzek okresowych i epizodycznych. Dotyczy to zwłaszcza terenów na północnym wschodzie oraz na równinie Tihama, gdzie rzeki pojawiają się na krótko w czasie gwałtownych ulew.
Tak zwane wadi, czyli rzeczne doliny wyżłobiły głębokie wąwozy na terenach górzystych. Doliny te wypełniają się wartko płynącymi rzekami w czasie deszczów. Tylko jedna rzeka – Wadi Zebid uchodzi do Morza Czerwonego, a to oznacza, że niewielka część kraju należy do zlewiska Morza Czerwonego. Zdecydowana większość kraju to obszary bezodpływowe, gdzie rzeki wysychają i nikną w piaskach pustyni. Największą powierzchnię dorzecza ma Wadi Hadramaut – 114 000 km². Inne rzeki jak pa przykład Bana – tylko 10 000 km². Okresy gwałtownych deszczów powodują wezbrania płynących rzek, co skutkuje występującymi czasami powodziami. Istnienie w Jemenie gęstej sieci wadi świadczy iż w dawnych czasach klimat dzisiejszego Jemenu, jak i całego Półwyspu Arabskiego był wilgotny.
Mieszkańcy Jemenu wodę potrzebną do picia oraz dla potrzeb rolniczych pozyskuje się z podziemi. W zależności od miąższości utworów czwartorzędowych, wody podziemne zalegają na głębokości od 50 m w dolinie Tuban do 200 m w Hadramaut. W innych rejonach kraju wody podziemne zalegają dość płytko, bo na głębokościach 10–20 m.

## Gleby
Suchy klimat kraju sprawia, że procesy glebotwórcze przebiegają bardzo wolno. Dominują gleby pustynne – yermosole, a jedynie w dolinach uedów występują bogatsze i bardziej żyzne fluwisole. Gleby te powstały w wyniku osadzania zawiesiny niesionej przez wody w okresie pory deszczowej. W strefie wybrzeża występują mało urodzajne gleby piaszczyste, a w centralnej części Jemenu podłoże pokrywają czerwonawe buroziemy – kserosole. Na pozostałym obszarze występują arenosole.

## Flora
Roślinność jemeńska jest bardzo uboga, co wiąże się to z wpływem suchego klimatu i płytkich gleb. Przeważa roślinność pustynna i półpustynna. W górach spotykaną szatą roślinną są kolczaste sawanny i roślinność stepowa. Na terenach zadrzewionych przeważają palmy daktylowe, którą spotyka się wyłącznie w oazach i dolinach rzecznych. Bardzie urozmaicone obszary leśne występują na terenach wysokogórskich w zachodniej części kraju. W pobliżu wybrzeży dominuje roślinność halofitowa. W wielu miejscach rosną akacje i tamaryndy. Lasy w Jemenie stanowią około 4% ogólnej powierzchni kraju. U zachodnich i części południowych wybrzeży rosną rafy koralowe.

## Fauna
Jemen należy do zoogeograficznej Krainy Etiopskiej. Fauna Jemenu jest dość uboga, z większych ssaków żyją tu: ariel będący podgatunkiem gazeli arabskiej, oryks arabski i spokrewniony z kozami – tar. Wśród drapieżnych zwierząt do żyjących w Jemenie gatunków należą: gepard, karakal i szakal złocisty, oraz mangusta bezogonowa. Ptaki w Jemenie są nieliczne, ale bogaty jest za to świat gadów. Z jaszczurek, które są powszechne w środowisku pustynnym i półpustynnym żyje: scynk aptekarski, waran szary i gekony. Węże reprezentuje żmija rogata, która jest powszechnie występującym wężem nie tylko w Jemenie, ale i w całym Półwyspie Arabskie i w sąsiedniej Afryce.